# Býkev
Býkev település Csehországban, a Mělníki járásban. Býkev Lužec nad Vltavou, Hořín, Dolní Beřkovice és Cítov településekkel határos. Lakosainak száma 579 fő (2024. január 1.).

## Népesség
A település lakosságának változását az alábbi diagram mutatja:
| Lakosok száma | 323  | 420  | 474  | 331  | 359  | 388  | 408  | 463  | 495  | 579  |
|               | 1869 | 1900 | 1921 | 1961 | 1980 | 2011 | 2016 | 2019 | 2021 | 2024 |